# Degranvillea
Degranvillea là một chi thực vật có hoa trong họ, Orchidaceae.